# Calceolaria rubiginosa
Calceolaria rubiginosa är en toffelblomsväxtart som beskrevs av C.Ehrh.. Calceolaria rubiginosa ingår i släktet toffelblommor, och familjen toffelblomsväxter. Inga underarter finns listade i Catalogue of Life.

## Bildgalleri

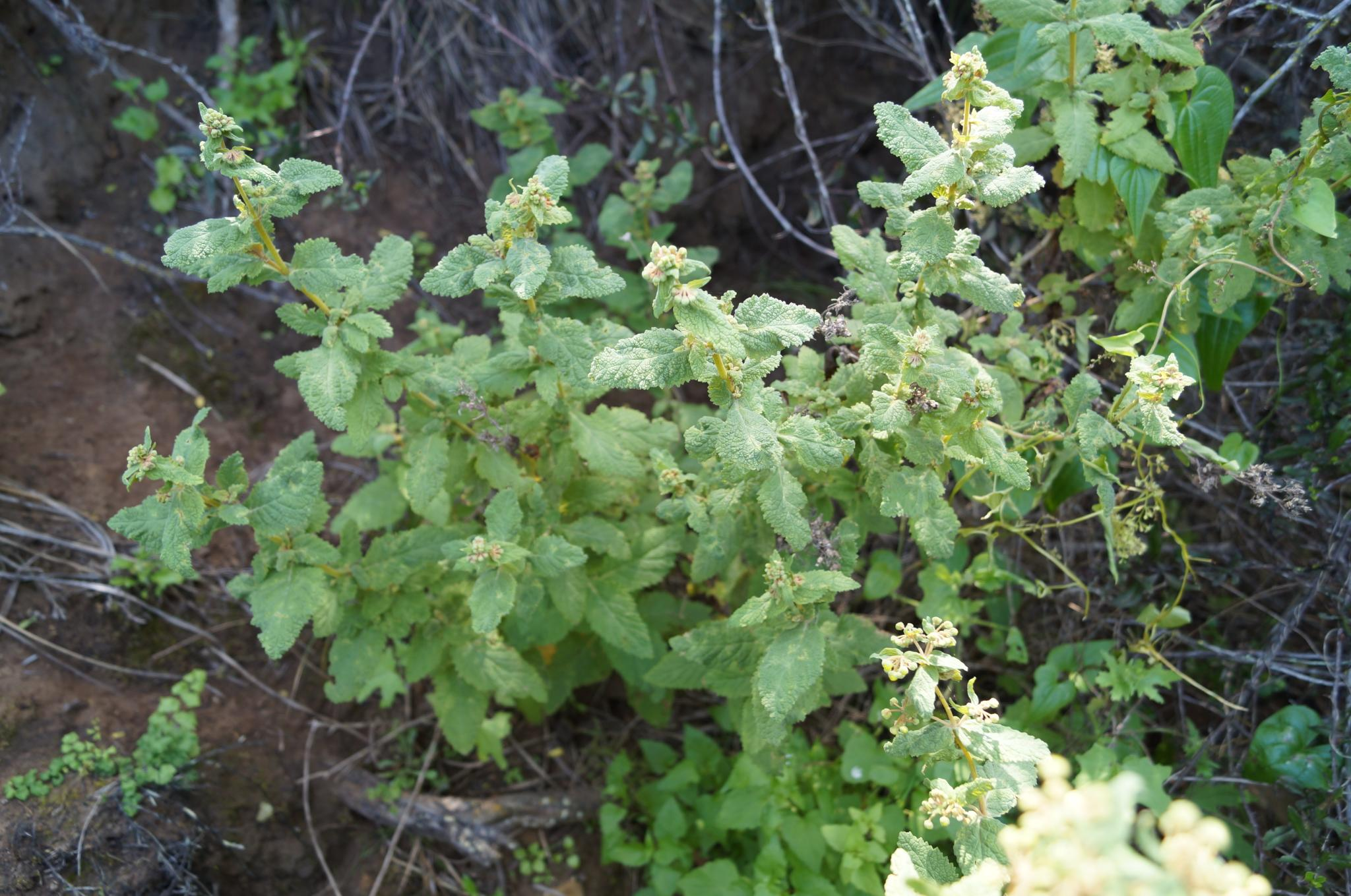